# 安巴都
安巴都（法語：Jean-Henri Baldus；1811年1月24日—1869年9月29日）是天主教法國籍主教及遣使會會士。曾任河南宗座代牧區宗座代牧（1844年-1865年）、江西宗座代牧區宗座代牧（1865年-1869年）。

## 生平
安巴都出生于1811年1月24日，法蘭西第一帝國康塔爾省的城市阿利。1829年6月11日，他在18岁時加入遣使会。1834年3月，安巴都於23岁時晉鐸成為神父，並被派遣到清朝傳教。
1844年，聖座從南京教區分出河南省，成立河南宗座代牧區。同年3月2日，安巴都在33歲時獲時任教宗額我略十六世任命為河南宗座代牧區宗座代牧，領銜約旦佐阿拉教區主教。1845年10月19日，由浙江江西宗座代牧和德廣主教主禮晉牧。1865年，安巴都調任成為江西宗座代牧區宗座代牧。
安主教任內分別主禮晉牧在1851年顧方濟的浙江宗宗座代牧和1852年田嘉璧的江西宗座代牧
1869年9月29日，安巴都主教在清朝江西省九江逝世，享年58岁。